# La foresta nascosta
La foresta nascosta. Un anno trascorso a osservare la natura (in inglese The Forest Unseen: A Year's Watch in Nature) è un libro del 2012 scritto da David G. Haskell. Haskell è professore di biologia alla Sewanee: The University of the South, un college privato di arti liberali a Sewanee, Tennessee.

## Sommario
Il libro è diviso in 43 brevi capitoli ordinati cronologicamente e che coprono un intero anno. In ognuno di essi l'autore, che visita quasi ogni giorno un singolo metro quadrato che aveva scelto a caso all'interno di una foresta ben sviluppata del Cumberland Plateau (Tennessee), descrive ciò che accade a piante, insetti e animali che ci vivono. Queste osservazioni gli danno modo di scrivere non solo della micro-ecologia forestale ma anche dei meccanismi ecologici forestali a piccola scala ma anche di processi naturali che interessano l'intero pianeta. Spesso si riferisce al suo piccolo campo di osservazione come al maṇḍala, collegandolo ai dipinti su sabbia che i monaci tibetani realizzano come supporto alla meditazione.

## Premi
- Vincitore del 2012 National Outdoor Book Award sezione storia naturale (Stati Uniti d'America).[4]
- Vincitore del 2013 Reed Environmental Writing Award(Stati Uniti d'America).[5]
- Vincitore del 2013 National Academies Communication Award sezione miglior libro (Stati Uniti d'America).[6]
- Finalista del Premio Pulitzer 2013 sezione saggistica (Stati Uniti d'America).[7]
- Vincitore del 2016 Dapeng Nature Book Award (Cina).[8]

## Traduzioni
A fine 2017 il saggio The Forest Unseen era stato tradotto in dieci diverse lingue.

## Edizioni
- David G. Haskell, The Forest Unseen, Penguin, 2012,  p. 288, ISBN 978-88-06-21842-3.
- David G. Haskell, La foresta nascosta, traduzione di Daria Cavallini, saggi, Einaudi, 2014,  p. 292, ISBN 978-88-06-21842-3.